# Kidnapping Inc.
Kidnapping Inc. é um filme de suspense e comédia policial de 2024, coescrito e dirigido por Bruno Mourral em sua estreia na direção. Uma coprodução entre Haiti, Canadá e França, o filme é estrelado por Jasmuel Andri e Rolaphton Mercure como Doc e Zoe, dois gangsters de baixo escalão no Haiti que recebem a tarefa de transportar o filho sequestrado do candidato presidencial Benjamin Perralt (Ashley Laraque) para a sede de seu chefe, apenas para o plano dar errado quando eles acidentalmente matam a vítima, e devem sequestrar o sósia Patrick (Patrick Joseph) para cobrir seus rastros.
O elenco também inclui Anabel Lopez como Audrey, a namorada da vítima do assassinato que está tentando levantar o dinheiro do resgate, e Gessica Généus como Laura, a esposa grávida de Patrick que estava tentando sair do Haiti para que seu filho pudesse nascer em um país mais seguro e livre, mas se torna uma colateral do sequestro de Patrick.

## Produção
A produção inicial do filme começou em 2019, mas teve que ser encerrada após apenas seis semanas devido à instabilidade política do Haiti na época. A pandemia de COVID-19 impediu o retorno da produção em 2020.
Quando a produção estava programada para ser retomada em 2021, foi brevemente adiada pelo assassinato de Jovenel Moïse, mas acabou prosseguindo, apenas para então enfrentar um incidente quando três membros da equipe do filme foram sequestrados.
As filmagens foram finalmente concluídas em outubro de 2021.

## Lançamento
O filme estreou no Festival de Cinema de Sundance de 2024.
Teve sua estreia canadense no 28º Festival Internacional de Cinema de Fantasia, e retornou para o Festival Internacional de Cinema Negro de Montreal.
A sua estreia francesa teve lugar no Festival de Cinema Francófono de Angoulême.

## Prêmios
No Fantasia, o filme ganhou a medalha de ouro do público de Melhor Filme de Quebec, sobre Hunting Daze (Jour de chasse) e Ababooned (Ababouiné).
O filme foi selecionado como a submissão do Haiti para o Oscar de Melhor Longa-Metragem Internacional na 97ª edição do Oscar.
Foi eleito o melhor filme do Festival Internacional de Cinema Engraçado de Vevey 2024.